# Portrait au manteau bleu
Portrait au manteau bleu est un tableau réalisé en décembre 1935 par le peintre français Henri Matisse. Cette huile sur toile est un portrait qui représente une femme vêtue d'un manteau pourpre assise devant un fond bleu. Le modèle est Lydia Délectorskaya. Vendue pour plus de 22 millions de dollars chez Christie's en mai 2008, l'œuvre fait aujourd'hui partie de la collection Nahmad.

## Expositions
- Matisse. Cahiers d'art – Le tournant des années 1930, musée de l'Orangerie, Paris, 2023 — n°122.